# رشمیجان
رشمیجان، روستایی از توابع بخش مرکزی شهرستان مرودشت در استان فارس ایران است.

## جمعیت
این روستا در کنار شهرستان مرودشت قرار دارد و براساس سرشماری مرکز آمار ایران در سال ۱۳۸۵، جمعیت آن ۷۳۹ نفر (۱۷۳خانوار) بوده‌است.

## تاریخچه روستا
روستای رشمیجان کلانتری دارای تاریخچه ای بیش از۲۵۰۰ سال میباشد.وجود تل تاریخی ومربوط به عهد هخامنشیان در ضلع شمالی روستا که امروزه به منظور گورستان روستا شناخته میشود و همچنین تل دیگری در ضلع غربی روستا که این روزها اشتباهی به نام تل کجوری معروف شده است و در واقع نام این تل .تل قلعه میباشد و همچنین آداب و رسومی که پاره ای از آنها ریشه های چند هزار ساله دارند و در جای خود به موقع بیان خواهد شد نشانگر قدمت این روستاست.

## نام روستا
همانگونه که مشاهده می کنید نام روستا از دو بخش تشکیل شده که هر یک دارای مفهومی جداست.ابتدا به بررسی بخش اول که همان رشمیجان میباشد میپردازیم.رشمیجان از دو بخش رشمی و جان تشکیل شده است.کلمه رشمی دارای چند معنی و مفهوم میباشد که در اینجا به همه آنها خواهیم پرداخت.در واقع ریشه اصلی کلمه رشمی از رش گرفته شده است که به معنی محل نگهداری و پرورش اسب و همچنین محلی که در آنجا باران فراوان میبارد و در آخر به مکانی گفته میشود که در بلندی واقع شده است.حال باید ببینیم کدام نام مربوط به این روستاست. ما میدانیم که در این روستا باران زیادی نمیبارد که بدین نام خوانده شود.ولی آیا این روستا محل نگهداری اسب بوده یا در بلندی واقع شده است؟خوب ما میدانیم که این روستا با اختلاف کمی از بقیه روستا های اطراف بلند تر است اما آیا این میتواند دلیل مستندی بر این ادعا باشد؟.ولی به نظر شخصی من نام این روستا از محل پرورش و نگهداری اسب ها گرفته شده است دلیلی که برای این ادعا دارم این است که بعد از رش دو کلمه جدا یعنی می و جان آورده شده است.میدانیم که می به معنی شراب است و کنایه ای از سرخ رنگ بودن است اما اگر این گونه باشد چرا بعد از می کلمه جان آورده شده؟این کلمه در واقع گون بوده است که بعد ها و طی گذشت زمان تبدیل به جون و جان شده است هنوز هم وقتی از کهنسالان روستا در باره نام روستا بپرسید رشمیجان را رشمیگون میخوانند.کلمه گون خلاصه شده کلمه گونه یا شکل است وقتی میگوییم می گون یعنی سرخ رنگ و برنگ شراب که اشاره به رنگ اسب هاییست که در این روستا پرورش داده میشده است.حال اگر بگوییم در اینجا بلندیی به رنگ سرخ بوده است کمی دور از منطق است هر چند ادعای دیگری در باره بلندی سرخ رنگ وجود دارد که به آن نمیپردازم.پس تا به اینجا بهترین نتیجه ای که میشود گرفت همان رشمیگون است اما چرا پسوند کلانتری را این روستا یدک میکشد.همانگونه که میدانید کلمه کلانتر از کلمه کلان گرفته شده یعنی بزرگ و کلانتر به معنی بزرگتر است.از اینرو این روستا را کلانتری میخواندند که در گذشته خان های این روستا که معروف ترینشان محمد رفیع خان و پسرش محمد ربیع خان مرودشتی که از ساکنان این روستا میبوده و امروزه قبر ایشان در این روستاست( البته بعدا در این باره بیشتر سخن خواهییم گفت) چندین روستا و منطقه بزرگ را زیر نظر داشته و در واقع کلانتر این مناطق بوده اند و رشمیگون به عنوان کلانتری محل شناخته میشده است.در چند دهه گذشته بخاطر سهل انگاری اهالی و شورای روستا پسوند کلانتری از روستا گرفته شده بود که امسال به همت جوانان و همکاری همه جانبه شورای اسلامی روستا این پسوند با ارزش که نشانگر ارزش و تاریخچه روستاست به روستا باز گردانده شد

## تل رشمیجان
تل رشمیجان مربوط به دوره هخامنشی است و در شهرستان مرودشت، بخش مرکزی، دهستان کناره، شمال غرب روستای رشمیجان به طرف روستای کوشک واقع شده و این اثر در تاریخ ۳۰ بهمن ۱۳۸۶ با شمارهٔ ثبت ۲۰۹۱۶ به عنوان یکی از آثار ملی ایران به ثبت رسیده است